# Route nationale 328
Die Route nationale 328, kurz N 328 oder RN 328, war eine französische Nationalstraße, die 1933 an der N14A in Saint-Denis beginnend und nach Hérouville führend festgelegt wurde. 1973 erfolgte die Abstufung der Strecke zwischen Méry-sur-Oise und Hérouville. 1998 erfolgte die komplette Abstufung im Département Val-d’Oise und 2006 dann von der Départementgrenze bis nach Saint-Denis.

## Weblinks

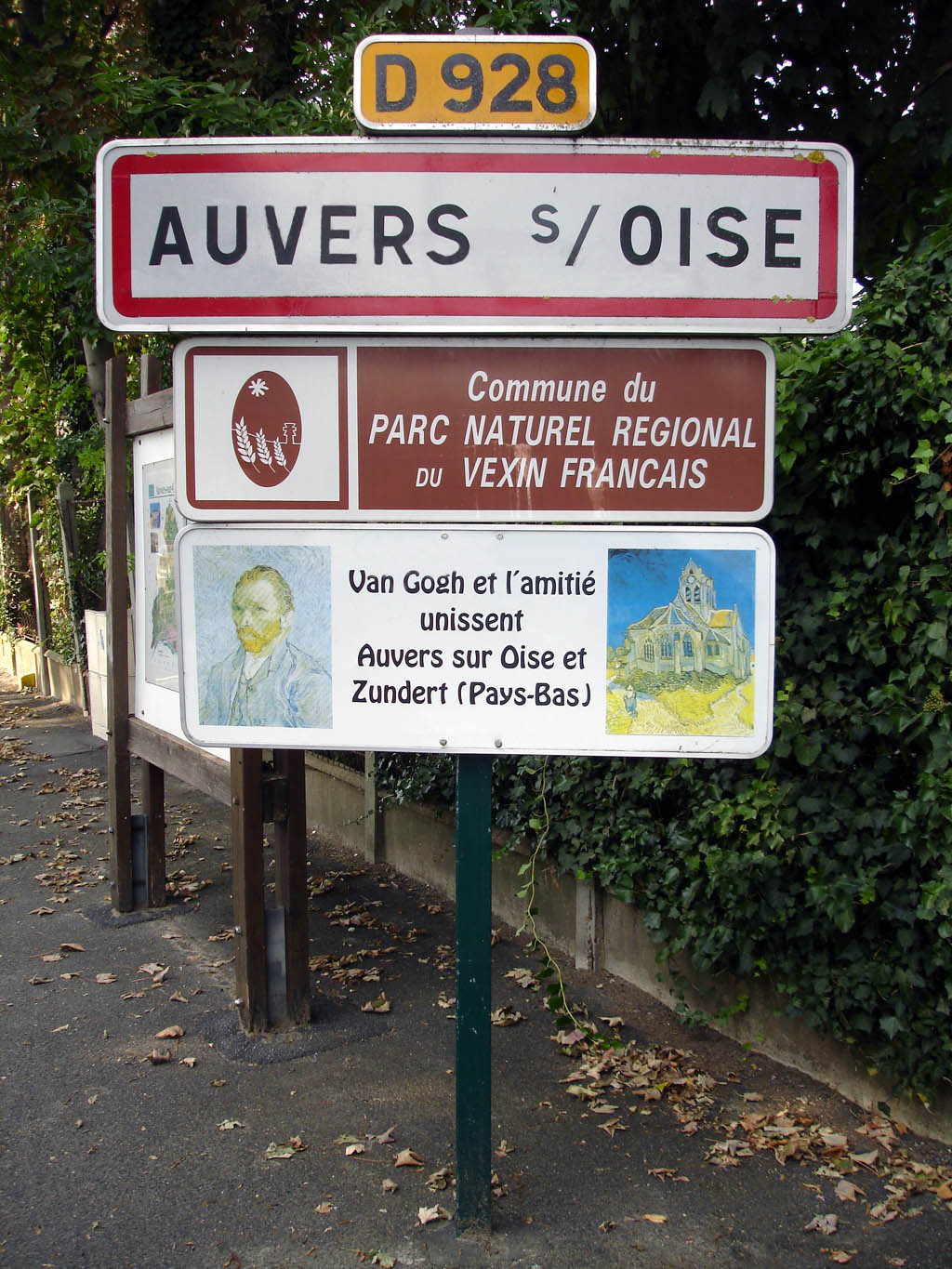